# Amilcou
Amilcou, ime koje Iberville spominje (1699.) kao jedno od malenih indijanskih plemena istočno od donjeg toka rijeke Mississippi. Spominju se zajedno uz plemena Houma, Pascagoula, Biloxi, Moctobi i drugima. Nisu identificirani.